# Neolaparus pollinosus
Neolaparus pollinosus är en tvåvingeart som beskrevs av Stanley Willard Bromley 1936. Neolaparus pollinosus ingår i släktet Neolaparus och familjen rovflugor. Inga underarter finns listade i Catalogue of Life.